# Sauce espagnole

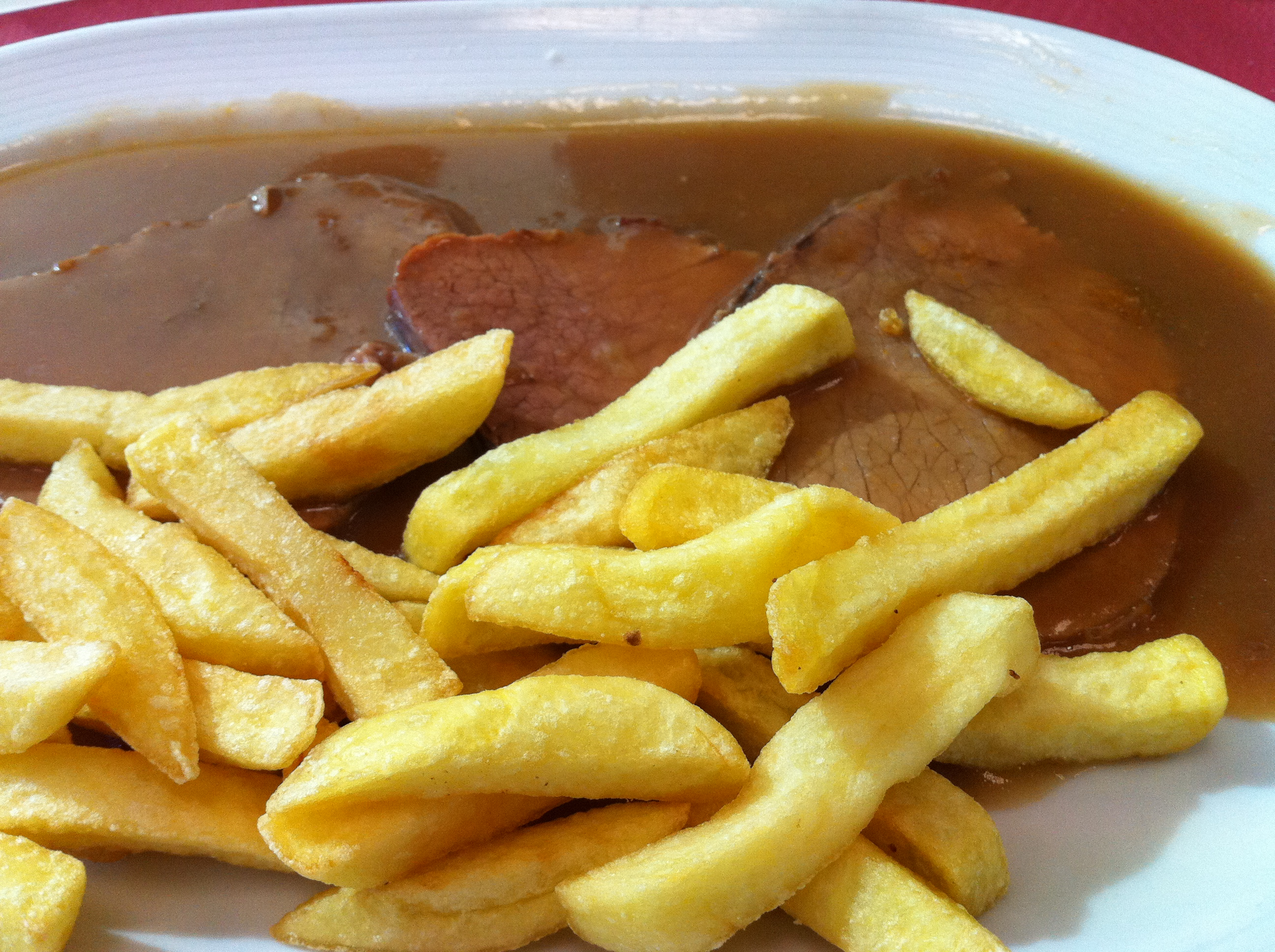
Frites, steak de bœuf et sauce espagnole.

La sauce espagnole est une sauce classique de la cuisine française qui sert de base à de nombreuses autres sauces et en particulier après réduction, sous forme de demi-glace,.
Elle est élaborée à partir d'une sauce de base composée d'un roux brun et de fond brun, aromatisée avec de la tomate fraîche et des épluchures de champignons ; on y ajoute une mirepoix, essentiellement à base de carottes, oignons, thym et laurier.